# Ahrens-Fox
«Ahrens-Fox Fire Engine Company» — американский производитель пожарных машин из Огайо.

## История
В 1910 г. Дж. Аренс и Ч.Фокс основали автомобильную компанию «Ahrens-Fox Fire Engine Company», специализацией которой должны были стать пожарные машины. Уже спустя год мир увидел первую моторизированную пожарную машину, которая пришла на смену конным. На протяжении следующих 67 лет было выпущено более 1500 машин для тушения пожаров. Автомобили были узнаваемы благодаря хромированной сфере, прикреплённой к насосу, главным предназначением которой было обеспечение постоянного давления в насосе.

## Деятельность
В 1913 г. свет увидело 44 машины. Кроме этого Ahrens-Fox планировали разработать и продать пожарным бригадам модель автомобиля, которую можно было бы использовать как служебные авто руководителей. Машина получила название «E-C Battalion Roadster» и обладала отличными техническими характеристиками: шестицилиндровый силовой агрегат позволял разогнаться до 50 миль/час.
В 1913 г. пожарные станции купили только 6 таких автомобилей, и из-за низкого спроса производство родстеров-пикапов было остановлено. На сегодняшний день название Ahrens-Fox принадлежит концерну «HME, Incorporated», специализирующейся на производстве грузовиков Hendrickson. На территории завода Ahrens-Fox на сегодняшний день расположен шикарный кондоминиум.